# Amauroderma austrosinense
Amauroderma austrosinense är en svampart som beskrevs av J.D. Zhao & L.W. Hsu 1984. Amauroderma austrosinense ingår i släktet Amauroderma och familjen Ganodermataceae.   Inga underarter finns listade i Catalogue of Life.